# Энгельберт (герцог Каринтии)
Энгельберт (нем. Engelbert; ок.1080 — 12 апреля 1141) — маркграф Истрии (под именем Энгельберта II) в 1103—1124 годах, герцог Каринтии в 1123—1134 годах, из династии Спанхеймов.

## Биография
Энгельберт был младшим сыном Энгельберта I Спанхейма, маркграфа Истрии в 1090—1096 годах, одного из крупнейших магнатов Карантанской марки, и Хедвиги, происходившей из дворянского рода региона Фриули.
Благодаря первому браку с Утой, наследной дочерью бургграфа Пассау Ульриха, Энгельберт приобрёл большие владения к юго-западу от Пассау, в Роттале и Изенгау.
Во втором браке с Адельхайд фон Лехсгемюнд, вдовой Маркварта из Марквартштайна, Энгельберт приобрёл владения в Кимгау. Из этих владений Энгельберт создал графство Крайбург-Марквартштайн и стал фогтом Баумбурга. В 1100 году на стратегически важном холме над Крайбургом он возвёл укреплённый замок, который образовал центр этого графства.
В 1091 году по поручению своего отца Энгельберт переселил монахов из Хирсау во вновь построенный домашний монастырь св. Павла, в 1099 году он стал его инспектором. В 1100 году епархия Гурка передала Энгельберту два замка, а в 1106 году — рынок Фризаха.
В 1106 году император Генрих IV пожаловал Энгельберту как наследнику мосбургского Буркхарда в ленное владение маркграфство Истрия, находящееся под сюзеренитетом Аквилейского патриарха. Маркграфство находилось во владении Спанхеймов до 1173 года и стало фундаментом для богатых и обширных владений в соседней Крайне. Могущество Спанхеймов росло благодаря покровительству императора; Энгельберт находился в свите Генриха V и принимал участие в его коронации 13 апреля 1111 года.
23 сентября 1122 года борьба за инвеституру императора и папы завершилась Вормсским конкордатом. Энгельберт и его брат Хартвиг I, епископ Регенсбурга, принимали участие в церемонии как свидетели.
После смерти своего брата Генриха IV в 1123 году Энгельберт унаследовал престол герцогства Каринтия. По этой причине он уступил имевшиеся титулы сыну Энгельберту III.
Каринтия переживала период затяжного кризиса, вызванного потерей большей части территории и падением авторитета центральной власти. Значительная часть территории Каринтии, включая крупнейшие города и торговые центры, перешла под власть церковных феодалов, полностью независимых от светских властей: архиепископ Зальцбурга владел Фризахом и Гурком, епископ Бамберга — Филлахом, свои города и земли имели патриарх Аквилеи и епископ Бриксена. Энгельберт попытался восстановить герцогскую власть над Фризахом, крупнейшим торговым центром Каринтии, однако в конфликте с Зальцбургским архиепископством герцог потерпел поражение. Энгельберт участвовал в походах императора Генриха V в Польшу, Венгрию и Чехию.
Энгельберту удалось значительно повысить престиж своей династии, выдав дочерей за крупных французских феодалов: графа Неверского и графа Шампани. Матильда, вышедшая замуж за Тибо II Шампанского, стала матерью французской королевы Адели Шампанской, жены Людовика VII и регентши Франции во время участия её сына Филиппа II Августа в 3-м крестовом походе.
Он был — в отличие от отца — верной опорой салической династии, противником Зальцбургских архиепископов, епископов Гурке и Бамберга, часто спорил с патриархами Аквилеи.
Тем не менее, в 1135 году Энгельберт отказался от титула герцога, и император Лотарь II ввёл в ленное владение его сына Ульриха I. Энгельберт ушёл монахом в бенедиктинский монастырь Зеон в Кимгау, где умер в 1141 году, там же был погребён.

## Брак и дети
Жены:
- Ута фон Пассау (1080 — ок. 1140), дочь графа Ульриха фон Пассау
- Адельхайд фон Лехсгемюнд.

Дети:
- Матильда (ум. 1160), замужем (1123) за Тибо II Великим, графом Шампани и Бри
- Энгельберт III (ум. 1173), маркграф Истрии (c 1134)
- Ульрих I (ум. 1144), герцог Каринтии (c 1134)
- Генрих (ум. 1169), епископ Труа
- Рапото I (ум. 1186), граф Ортенбурга и Крайбурга
- Хартвиг (ум. 1164), епископ Регенсбурга
- Ида (ум. 1178), замужем за Гильомом III, графом Невера и Осера